# 井上光
井上 光（いのうえ ひかる、嘉永4年11月8日（1851年11月30日） - 1908年（明治41年）12月17日）は、日本の武士（岩国藩士）、陸軍軍人、華族。第12師団長、第4師団長などを歴任。陸軍大将勲一等功二級男爵。墓所は山口県岩国市の普済寺。

## 経歴
1851年、岩国藩士・森脇兵介の次男として生まれ、のち同藩士井上光禎の養子となる。幼名を復吉といった。藩の精義隊に参加し、戊辰戦争に参戦する。
維新後は大阪青年学舎生徒を経て、明治4年（1971年）5月陸軍大尉に任ぜられる。6月に御親兵に配属、同第7番大隊付となる。翌年9月近衛局出仕、1874年（明治7年）7月には近衛准官参謀、1875年（明治8年）9月の陸軍士官学校生徒隊付を経、1876年（明治9年）4月広島鎮台歩兵第12連隊第3大隊長、同7月少佐に進級する。
1877年（明治10年）の西南戦争では、別働第1旅団指揮下で出征する。戦後、熊本鎮台幕僚参謀副長、名古屋鎮台参謀、西部監軍部参謀を経て、1885年（明治18年）5月には陸軍中佐に進み、歩兵第1連隊長を任ぜられる。1888年（明治21年）11月、陸軍大佐に進み、1889年（明治22年）9月、第3師団参謀長。1894年（明治27年）2月から半年間ヨーロッパに派遣され、帰国後の同年10月、第2軍参謀長として日清戦争に出征。少将に進み、1895年（明治28年）5月、歩兵第6旅団長、同8月に監軍部参謀長、1898年（明治31年）に歩兵第3旅団長、1899年（明治32年）3月には陸軍中将を任ぜられて第12師団長。1903年（明治36年）11月、勲一等瑞宝章受章。
1904年（明治37年）2月、日露戦争に出征し、戦後の1906年（明治39年）7月6日に第4師団長に移る。日清・日露戦争での戦功により、同年4月、勲一等旭日大綬章と功二級金鵄勲章。1907年（明治40年）9月21日、男爵を叙爵。1908年（明治41年）8月には陸軍大将に進むが、同年12月死去する。死去に際し勲一等旭日桐花大綬章を賜る。

### 逸話
森於菟の随筆『父親としての森鷗外』に井上光に言及した箇所がある。
「父（森鷗外）の小倉における役所の生活は相変わらず精励恪勤で師団長井上光中将ともよかったらしい。その命に応じて独逸の戦術に関する書を講じた。中将の小さい令息の病死の時父が見舞ったら、医師として大変えらい人だと令息が信じていたので、森さんどうかして下さいとすがられて非常につらく感じたと父が後日述懐した。」

## 栄典
位階
- 1885年（明治18年）7月25日 - 正六位[6]
- 1890年（明治23年）12月28日 - 従五位[7]
- 1895年（明治28年）1月21日 - 正五位[8]
- 1899年（明治32年）4月21日 - 従四位[9]
- 1902年（明治35年）8月20日 - 正四位[10]
- 1905年（明治38年）8月26日 - 従三位[11]
- 1908年（明治41年）9月30日 - 正三位[12]
- 1908年（明治41年）12月17日 - 従二位[13]

勲章等
- 1889年（明治22年）11月29日 - 大日本帝国憲法発布記念章[14]
- 1895年（明治28年）
  - 8月20日 - 功三級金鵄勲章・勲二等瑞宝章[15]
  - 11月18日 - 明治二十七八年従軍記章[16]
- 1903年（明治36年）11月25日 - 勲一等瑞宝章[17]
- 1906年（明治39年）4月1日 - 功二級金鵄勲章・旭日大綬章・明治三十七八年従軍記章[18]
- 1907年（明治40年）9月21日 - 男爵[5]
- 1908年（明治41年）12月27日 - 勲一等旭日桐花大綬章[19]

外国勲章佩用允許
- 1899年（明治32年）6月16日 - ロシア帝国：神聖スタニスラス第一等勲章[20]
- 1906年（明治39年）11月14日 - 大韓帝国：勲一等太極章[21]